# Enfermedad itai-itai

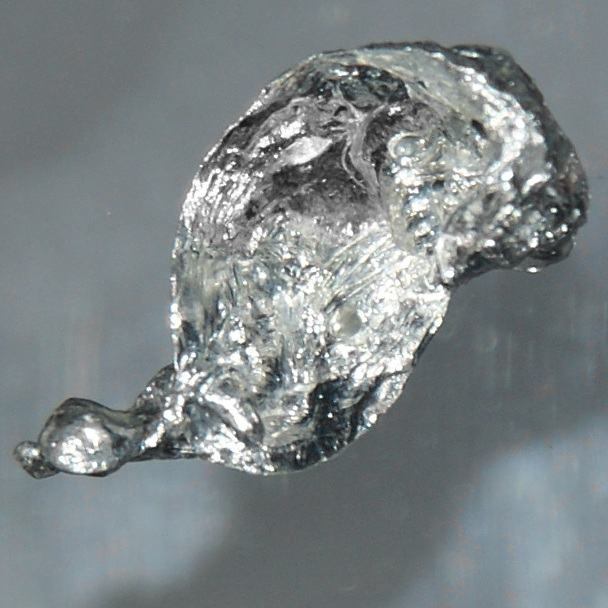
El cadmio es un metal azul plateado, blando y dúctil, subproducto de la producción de zinc y otros metales.

Se llama enfermedad itai-itai (イタイイタイ病: itai-itai byō) a una dolencia ósea debida a la intoxicación por cadmio. Se caracteriza por múltiples fracturas, alteraciones combinadas con osteoporosis y osteomalacia, daño renal, enfisema y anemia.
En japonés, «itai-itai» significa «¡ay, ay!». Se puso ese nombre a la enfermedad por los gritos de dolor que emitían los afectados de la cuenca del río Jinzū (Japón), lugar donde se manifestó por primera vez una intoxicación masiva por cadmio en campesinos productores de arroz.

## Origen
La enfermedad Itai-Itai, fue el primer caso documentado de intoxicación masiva por cadmio. Ocurrió en la prefectura de Toyama, Japón. Está documentado desde 1912. El envenenamiento por cadmio causa osteomalacia e insuficiencia renal. La enfermedad se llama así por los fuertes dolores que provoca en las articulaciones y la columna vertebral. El término enfermedad Itai-Itai fue acuñado por los lugareños. El cadmio fue liberado en los ríos por las empresas mineras en las montañas. Estamos ante un mecanismo de amplificación trófica. Al final el arroz alcanzaba niveles de concentración del cadmio de 4,2 ppm (1 ppm se puede considerar el nivel máximo permisible). Las empresas mineras fueron demandadas con éxito parcial por los daños. La enfermedad de Itai-Itai es conocida como una de las cuatro grandes enfermedades causadas por la contaminación en Japón. Las otras tres son: la enfermedad de Minamata, la enfermedad de Niigata Minamata y el asma de Yokkaichi.

## Causas
La enfermedad Itai-Itai la causó un envenenamiento por cadmio debido a la minería en la prefectura de Toyama.
Los primeros registros de la minería de oro en la zona se remontan a 710. Se puede decir que estas minas adquirieron una auténtica expansión a partir de 1589 con la explotación de la plata. En 1692, bajo el Shogunato Tokugawa, la explotación se amplió al cobre y al zinc. La restauración Meiji consagra la explotación industrial, con la instalación de hornos de nueva tecnología que agravaron la contaminación atmosférica. El resultado fue la contaminación de una zona bastante reducida de 1500 ha a lo largo del río. El aumento de la demanda de materias primas durante la Guerra Ruso-Japonesa y la Primera Guerra Mundial y las nuevas tecnologías mineras de Europa, dieron lugar al aumento de la producción de las minas, situando a las minas Kamioka (Toyama) entre las principales del mundo. La producción aumentó aún más antes de la Segunda Guerra Mundial. Comenzando en 1910 y continuando hasta 1945. El cadmio fue liberado en cantidades significativas debido a las actividades mineras. La enfermedad está documentada por primera en 1912. Antes de la Segunda Guerra Mundial la explotación minera estaba controlada por la Mitsui Mining and Smelting Co., Ltd.. Se aumentó la producción para satisfacer la demanda en tiempos de guerra, sobre todo plomo y zinc. La producción de cadmio comenzó en 1944. De 1950 a 1975, periodo durante el cual Japón estaba en pleno esfuerzo de recuperación económica, la producción minera se multiplicó por 10. Ello aumentó la contaminación del río Jinzū y de sus afluentes.
El río se utilizaba para el riego de campos de arroz y para el suministro de agua potable, la higiene, la pesca y otros usos de las poblaciones aguas abajo. Debido a la intoxicación por cadmio, los peces en el río comenzaron a morir, y el arroz regado con agua de río no crecía bien. El cadmio y otros metales pesados se acumulaban en el fondo del río y eran transportados por el agua. El arroz acumula metales pesados, especialmente el cadmio. El cadmio, a su vez, se acumula en las personas que comen el arroz contaminado. La población se quejó a la Mitsui Mining and Smelting de la contaminación. La empresa construyó un estanque para almacenar las aguas residuales mineras antes de ser liberada al río. Demasiado tarde, ya que muchas personas ya estaban enfermos. Las causas de la intoxicación no se conocían y hasta 1946 se pensaba que era una simple enfermedad regional o un tipo de infección bacteriana. Las pruebas médicas se iniciaron en la década de 1940 y 1950, para intentar determinar la causa de la enfermedad. Se esperaba que fuera un envenenamiento por plomo, por la existencia de minería de. plomo aguas arriba. En 1955 que el Dr. Hagino y sus colegas sospecharon del cadmio como la causa de la enfermedad. La prefectura de Toyama también inició una investigación en 1961, determinando que la explotación minera de Kamioka, que gestionaba la Mitsui Mining and Smelting, estaba en el origen de la contaminación por cadmio, y que las zonas más afectadas estaban 30 km aguas abajo de la mina. En 1968 el Ministerio de Salud y Bienestar Social emitió una declaración acerca de los síntomas de la enfermedad Itai-Itai causados por el envenenamiento por cadmio. La reducción de los niveles de cadmio en el abastecimiento de agua redujo el número de nuevas víctimas de la enfermedad. No ha habido nuevos casos desde 1946. Mientras las víctimas con los peores síntomas vivían en la prefectura de Toyama. Se encontraron personas afectadas en otras cinco prefecturas. Las minas se encuentran todavía en funcionamiento y los niveles de contaminación de cadmio se mantienen altos. La mejora de la nutrición y la atención médica han reducido la incidencia de la enfermedad Itai-Itai.

## Síntomas
Uno de los principales efectos de la intoxicación por cadmio es que los huesos se vuelven débiles y quebradizos. El dolor espinal y en las piernas es común, y a menudo se desarrolla una marcha de pato debido a deformidades óseas causadas por el cadmio. El dolor con el tiempo se vuelve debilitante, con fisuras óseas, a menudo localizadas en el cuello del fémur (estrías de Milkman-Looser), y con fracturas espontáneas frecuentes. Otras complicaciones son tos, anemia e insuficiencia renal, lo que lleva a la muerte. Se ha observado una marcada prevalencia en mujeres posmenopáusicas mayores en las que provoca dolores violentos en la pelvis y miembros inferiores. También se hay una mayor prevalencia en personas mayores malnutridas y en mujeres embarazadas o en lactancia. La causa de este fenómeno no se conoce por completo y se encuentra actualmente bajo investigación. La investigación actual ha señalado que la desnutrición general y la dieta pobre en calcio, asociados a la edad de las mujeres. Estudios recientes en animales han demostrado que el envenenamiento por cadmio por sí solo no es suficiente para causar todos los síntomas de la enfermedad Itai-Itai. Estos estudios apuntan daños de las mitocondrias de las células del riñón causadas por el cadmio como un factor clave de la enfermedad.

## Mecanismo explicativo
Estamos ante un mecanismo de amplificación trófica.
El agua, cargada de cadmio, zinc, cobre y plomo, se usa para inundar los arrozales.
El arroz es capaz de bioconcentrar el cadmio, hasta 3 veces más que el contenido del agua. El suelo tenía unos niveles de 1,1 ppm, frente a 0,3 ppm de los suelos no contaminados. En arroz la concentración alcanzaba las 4,2 ppm, frente a 1 ppm en arroz normal.
La afección renal causada por el cadmio permitía una pérdida de calcio y de fósforo por la orina lo que deriva en la osteomalacia.

## Acciones legales
Veintinueve demandantes, que consta de nueve víctimas y 20 miembros de la familia de las víctimas, demandaron a la Mitsui Mining and Smelting Co. en 1968 en el tribunal de la prefectura de Toyama. En junio de 1971 la corte encontró a la Mitsui Mining and Smelting Co. culpable. Posteriormente, la empresa apeló ante el Tribunal de Distrito de Nagoya en Kanazawa; la apelación fue rechazada en agosto de 1972. La Mitsui Mining and Smelting Co. acordó pagar por la atención médica de las víctimas, la financiación de la vigilancia de la calidad del agua realizada por los residentes, y pagar indemnizaciones a las víctimas de la enfermedad. Las personas que se consideran víctimas de la enfermedad Itai-Itai tuvieron que ponerse en contacto con el Ministerio de Salud, Trabajo y Bienestar de Japón para que dicha solicitud fuese evaluada. Muchas de las víctimas no estaban satisfechas con las acciones del gobierno y exigieron un cambio en los procedimientos oficiales. Esto hizo que el gobierno revisara los criterios para el reconocimiento legal las víctimas, como tales. El gobierno tuvo también que revaluar el tratamiento de la enfermedad. Una persona se considera que tienen la enfermedad Itai-Itai si vive en las zonas contaminadas, tiene disfunciones renales y descalcificación ósea. Ciento ochenta y cuatro víctimas de la enfermedad Itai Itai han sido reconocidas legalmente desde 1967. Cincuenta y cuatro de ellas fueron reconocidas en el período de 1980 a 2000. Un número adicional de 388 personas han sido identificadas como víctimas potenciales, que todavía no habían sido examinados oficialmente. Quince víctimas todavía estaban vivas en 1993.

## Los costos económicos
La contaminación por cadmio había contaminado muchas zonas agrícolas. La contaminación por metales pesados afecta a muchas áreas de Japón. Como resultado de la promulgación de la norma de Prevención de la Contaminación del Suelo en la Ley de la Tierra Agrícola de 1970, se ordenó la prohibición de la siembra hasta la restauración de la tierra, y podría ser aplicada para áreas con niveles de  ≥ 1 ppm de cadmio en el suelo.
La determinación topográfica de la superficie contaminada en la prefectura de Toyama comenzó en 1971. En 1977 se habían identificado como contaminadas 1500 ha a lo largo del río Jinzū y fueron propuestas para la restauración de sus suelos. Los agricultores fueron compensados por la Mitsui, la prefectura de Toyama y el gobierno estatal por las cosechas y las producciones de varios años perdidas. En 1992 sólo quedaban contaminadas 400 hectáreas.
En 1992, el coste medio anual de gastos en salud asociados a la enfermedad fue de 743 millones de dólares. Los daños a la agricultura se vieron compensados con 1750 millones $ por año. Otros 620 millones $ se invirtieron cada año en la reducción de la contaminación del río.
El 17 de marzo de 2012, los funcionarios llegaron a la conclusión del proyecto de limpieza de las áreas contaminadas con cadmio en la cuenca del río Jinzū. Ochocientas sesenta y tres hectáreas de tierra vegetal se han sustituido desde que comenzó la limpieza en 1979 con un costo total de 40,7 mil millones. El proyecto ha sido financiado por el gobierno nacional japonés, la Mitsui Mining, el Gifu y los gobiernos de la prefectura de Toyama.